# Athyrium watanabei
Athyrium watanabei är en majbräkenväxtart som beskrevs av Shunsuke Serizawa.
Athyrium watanabei ingår i släktet Athyrium och familjen Athyriaceae. Inga underarter finns listade i Catalogue of Life.